# Svenska Fyrsällskapet
Svenska Fyrsällskapet är en ideell förening bildad 5 oktober 1996. Den har i dag växt till världens näst största nationella fyrförening.

## Verksamhet
Svenska Fyrsällskapet anordnar seminarier och grupputflykter till fyrar. Föreningen samverkar också med kulturvårdande institutioner och myndigheter för att bevara och sprida kunskap om svenska fyrväsendet. Svenska Fyrsällskapet ger även ut medlemstidningen ”Blänket” med fyra nummer per år.